# FC Lausanne-Sport
FC Lausanne-Sport este un club de fotbal din Lausanne, Elveția, care evoluează în Challenge League.

## Palmares
- Super League
  - Winners (7): 1912–13, 1931–32, 1934–35, 1935–36, 1943–44, 1950–51, 1964–65
  - Runners-up (8): 1946–47, 1954–55, 1961–62, 1962–63, 1968–69, 1969–70, 1989–90, 1999–2000

- Ligue Nationale B/Challenge League
  - Winners: 2010–11

- 1. Liga Promotion
  - Winners: 2004–05

- 1. Liga Classic
  - Winners: 2003–04

- Cupa Elveției
  - Winners (9): 1935, 1939, 1944, 1950, 1962, 1964, 1981, 1998, 1999
  - Runners-up (8): 1937, 1946, 1947, 1957, 1967, 1984, 2000, 2010

- Cupa Ligii Elveției
  - Runners-up: 1981

### Europa
- UEFA Europa League
  -  Faza Grupelor (1) : 2011

## Jucători notabili
| - Max Abegglen - Charles Antenen - Umberto Barberis - Georges Bregy - Martin Brunner - Arnaud Bühler - Eric Burgener - Fabio Celestini - Pierre-Albert Chapuisat - Stéphane Chapuisat - Alexandre Comisetti - Richard Dürr - Olivier Eggimann | - Norbert Eschmann - Lucien Favre - Jean-Pierre Friedländer - André Grobéty - André Gross - Erich Hänzi - Dominique Herr - Robert Hosp - Marc Hottiger - Stefan Huber - Wilhelm Jäggi - Fritz Künzli - Ludovic Magnin | - Xavier Margairaz - Yves Mauron - Remo Meyer - Blaise Nkufo - Christophe Ohrel - Heinz Schneiter - Georges Stuber - Ely Tacchella - Léonard Thurre - Roger Vonlanthen - Pierre-André Zappella - Reto Ziegler | - Lorik Cana - Gabriel Calderón - Javier Mazzoni - Armen Shahgeldyan - Eli Sabiá - Leandro - Lassina Diabaté - Jan Lala - Lionel Charbonnier - Roger Courtois - Giancarlo Antognoni - Tomas Danilevičius | - Mustapha El Haddaoui - Smahi Triki - Bram Appel - Pierre Kerkhoffs - Frank Verlaat - Jacek Dembiński - Marcin Kuźba - Pavel Badea - Pape Thiaw - Marko Pantelić - Stefan Rehn - Yevhen Lutsenko |

## Antrenori
| - Billy Hunter (1922–23) - Jimmy Hogan (1925) - Fred Spiksley (1928) - Robert Pache (1931–32) - Jimmy Hogan (1933–34) - Alv Riemke (1934–35) - Friedrich Kerr (1939) - Frank Séchehaye (1942–43) - Fritz Leonhardt and Georg Baumgartner (1943–45) - Louis Maurer (1945–50) - Béla Volentik (1950–51) - Jacques Spagnoli (1951–53) - Joseph Schaefer (1953–54) - Bram Appel (1954–55) - Fernand Jaccard (1955–57) - Walter Presch (1957–60) - Albert Châtelain (1960–61) - Charles Marmier and Frank Séchehaye (1961–62) | - Jean Luciano (1962–64) - Roger Reymond and Roger Bocquet (1964) - Roger Reymond (1964–65) - Kurt Linder (1965–66) - Wilhelm Hahnemann (1966–67) - Roger Vonlanthen (1967–72) - Louis Maurer (1972–74) - Paul Garbani (1974–76) - Miroslav Blažević (1976–79) - Charly Hertig (1979–82) - Péter Pázmándy (1982–84) - Radu Nunweiller (1984–87) - Umberto Barberis (Aug 1, 1987–20 iunie 1993) - Marc Duvillard (1993–94) - Martin Trümpler (1 iulie 1994–30 iunie 1995) - Georges Bregy (1 iulie 1995–Sept 30, 1997) - Radu Nunweiller and Pierre-André Schürmann (1998) - Pierre-André Schürmann (Oct 24, 1998–Dec 11, 2000) | - Victor Zvunka (1 iulie 2000–30 iunie 2001) - Radu Nunweiller (1 iulie 2001–Dec 5, 2001) - Umberto Barberis (Feb 20, 2002–8 mai 2002) - Pablo Iglesias (2002–03) - Gabriel Calderón (Jan 1, 2003–30 iunie 2003) - Jochen Dries (2003–04) - Gérard Castella (1 iulie 2005–24 mai 2006) - Alain Geiger (1 iunie 2006–Nov 21, 2006) - Paul Garbani and P. Isabella (interim) (Nov 24, 2006–Dec 11, 2006) - Stéphane Hunziker and Patrick Isabella (Feb 17, 2007–30 mai 2007) - Umberto Barberis (1 iulie 2007–Dec 17, 2007) - Thierry Cotting (Dec 15, 2007–30 iunie 2009) - John Dragani (1 iulie 2008–30 iunie 2010) - Árpád Soós (19 martie 2010–30 iunie 2010) - Martin Rueda (1 iulie 2010–30 iunie 2012) - Laurent Roussey (1 iulie 2012–21 octombrie 2013) - Alexandre Comisetti (22 octombrie 2013–7 noiembrie 2013) - Henri Atamaniuk (8 noiembrie 2013– ) |